# Stadion (TV emisija)
Stadion je sportska emisija koja se premijerno prikazivala od 21. rujna 2015. godine na kanalu HRT – HTV 4, od 15. veljače 2016. godine prikazuje se na kanalu HRT – HTV 2.

## Voditelji
Voditelji i urednici emisije Stadion su Marko Šapit, Viki Ivanović, Luka Petrinec, Robert Jelečević i Stjepan Balog.

## O emisiji
Emisija se u svojim početcima bavila isključivo nogometnim ligama Europe (Engleska, Italija, Španjolska, Njemačka, Francuska), zabavnim temama i pričama o velikanima sporta u svijetu, Europi i Hrvatskoj. Uglavnom je nogometna emisija, no povremeno obrađuje i druge sportske događaje.
Od 15. veljače 2016. do 24. svibnja 2021. godine emisija je obrađivala domaće nogometno prvenstvo (HNL) u sklopu sa ostalim nogometnim ligama Europe gdje su sudjelovali stručni komentatori Elvis Scoria, Joško Jeličić, Stipe Pletikosa, Marko Lozo, Igor Cvitanović, Tomislav Ivković, Mario Carević, Tomislav Stipić, Vedran Ješe, Dražen Besek, Robert Matteoni, Darko Jozinović, Silvijo Čabraja i Krunoslav Rendulić te sudačka analiza Oko sokolovo (Mateo Beusan i Marijo Strahonja).
Danas se emisija bavi samo HNL-om uz jednu utakmicu prijenosa nedjeljom od 15 sati.

## Emitiranje
Sa emitiranjem je emisija krenula 21. rujna 2015. godine na HRT-u 4 u 21.10h. Od 15. veljače 2016. emisija se prikazuje na HRT-u 2 od 21:50 sati.

## Vanjske poveznice
- Facebook Najava emisije

- Telegram Božo Sušec o emisiji Stadion (2015.)

- Večernji list

- Direktno Samir Toplak kritizira emisiju Stadion (2019.)